# Кустарёвское сельское поселение
Кустарёвское се́льское поселе́ние — муниципальное образование в Сасовском районе Рязанской области России.

## История
Образовано в результате упразднения Кустарёвского сельского округа в 2004 г., точнее его переименования при сохранении прежних границ и входящих населённых пунктов.

## Население
| 2010 | 2012  | 2013 | 2014 | 2015 | 2016 | 2017 |
| ---- | ----- | ---- | ---- | ---- | ---- | ---- |
| 1033 | ↘1005 | ↘967 | ↗968 | ↗970 | ↘933 | ↘905 |
| 2018 | 2019  | 2020 | 2021 |      |      |      |
| ↘880 | ↘851  | ↘832 | ↗952 |      |      |      |

## Административное устройство
Образование и административное устройство сельского поселения определяются законом Рязанской области от 07.10.2004 № 96-ОЗ.
Границы сельского поселения определяются законом Рязанской области от 08.12.2008 № 189-ОЗ.
В состав сельского поселения входит один населённый пункт.
- Кустарёвка (посёлок, административный центр) — 952[2]